# Grondboor

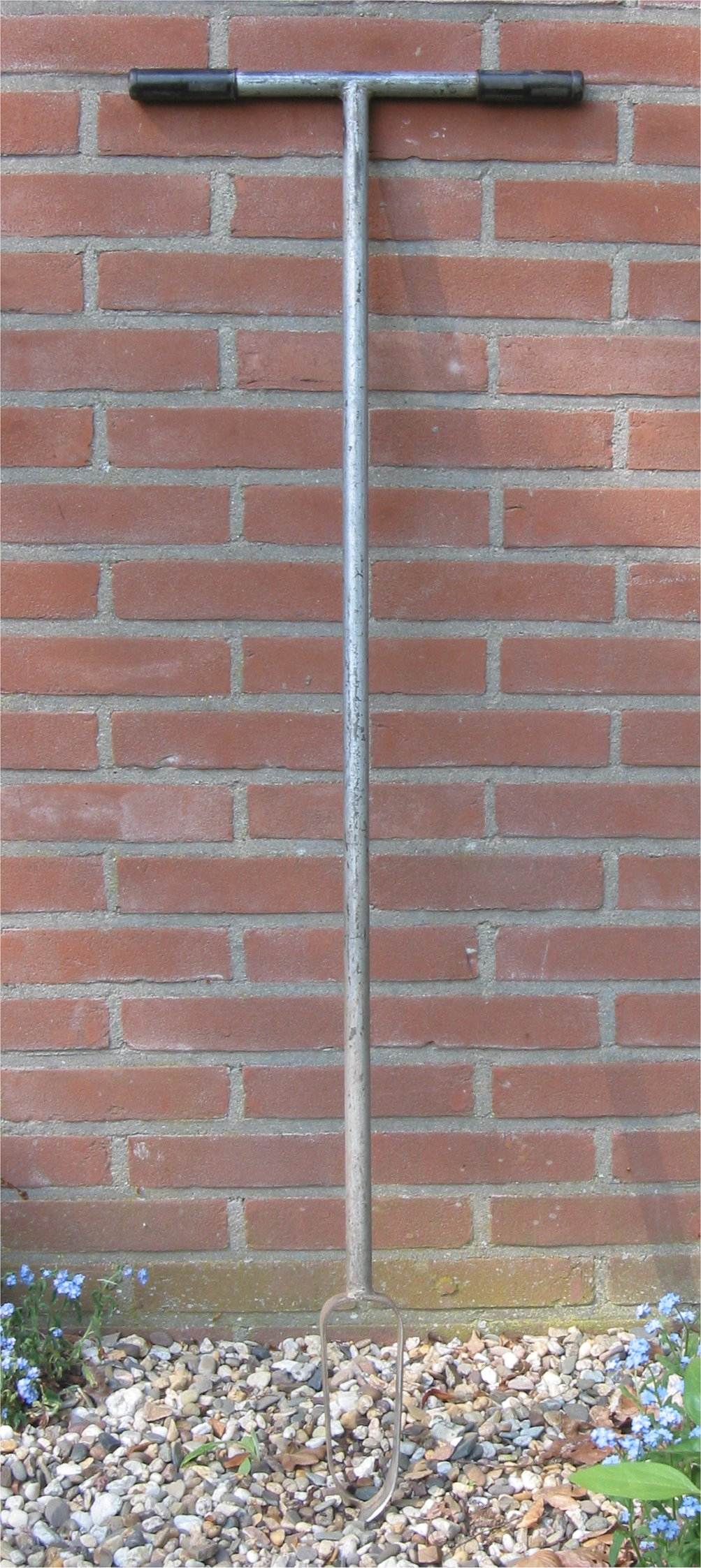
Handgrondboor (edelmanboor)

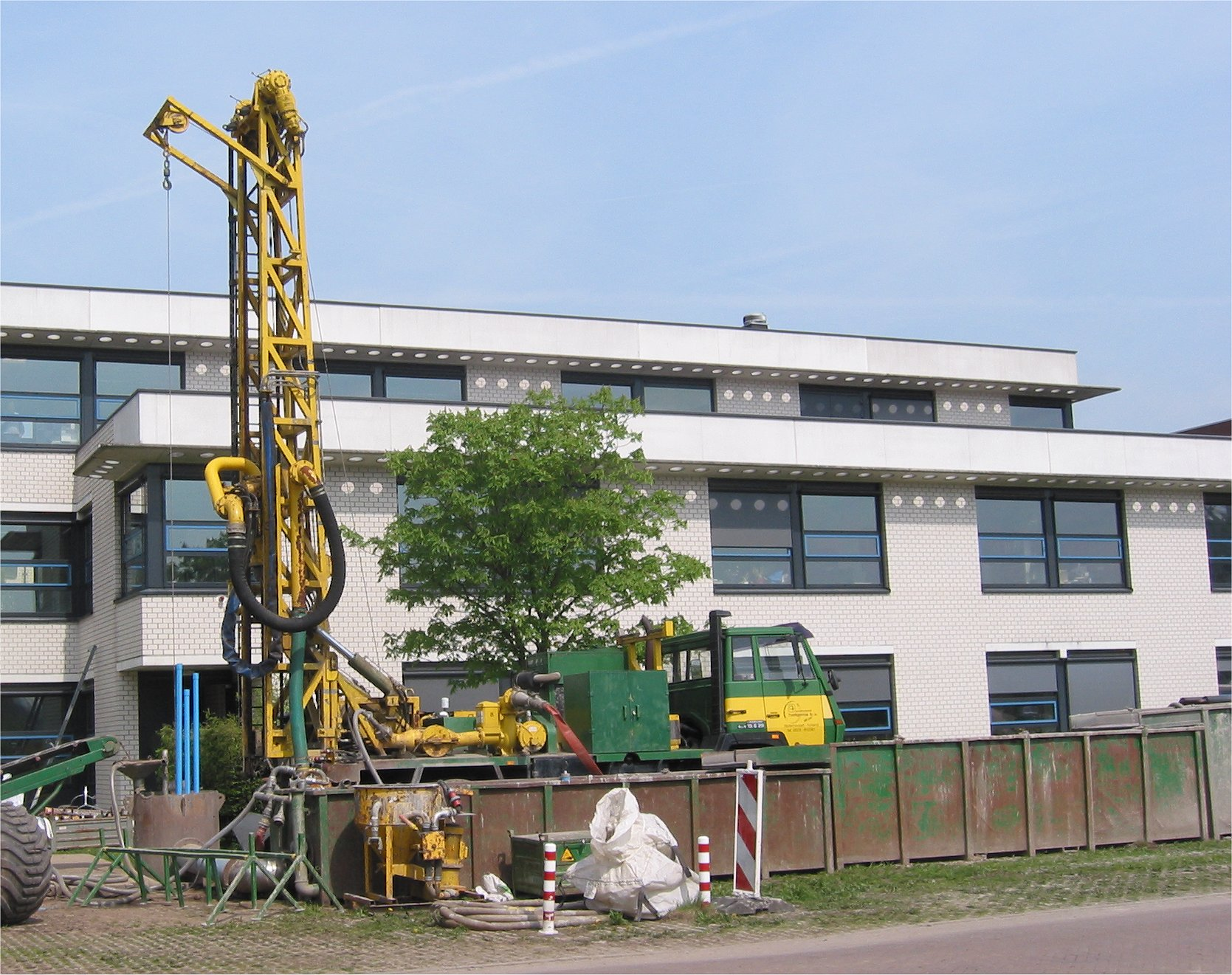
Grondboorinstallatie

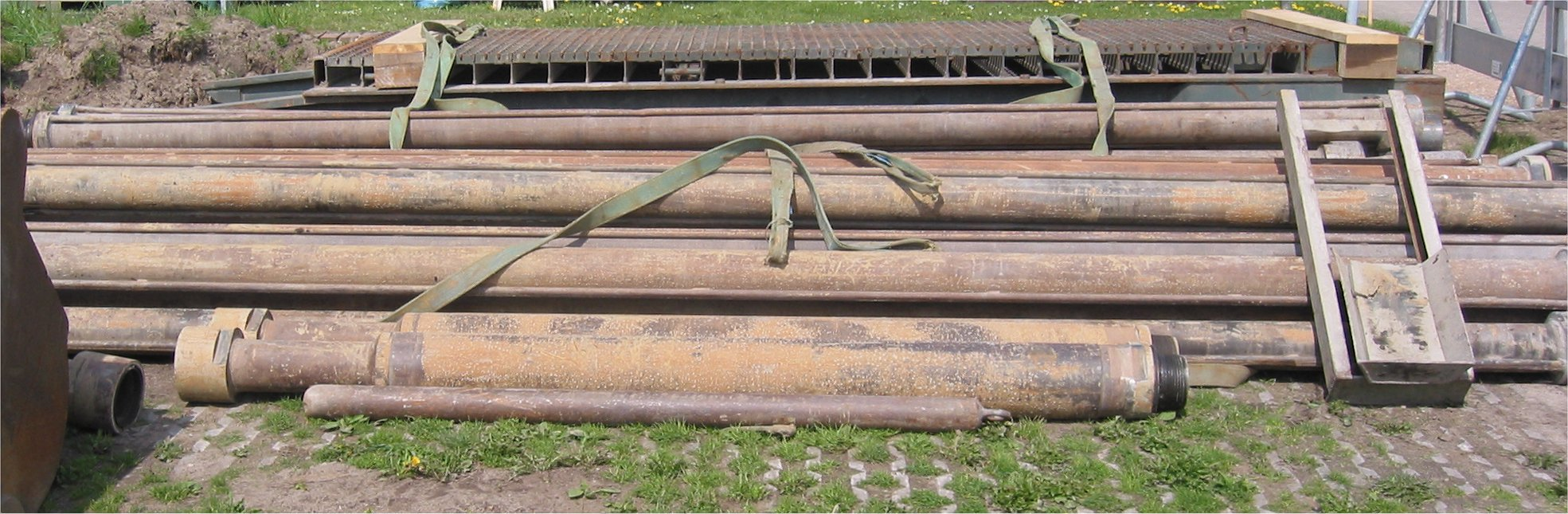
Grondboorbuizen

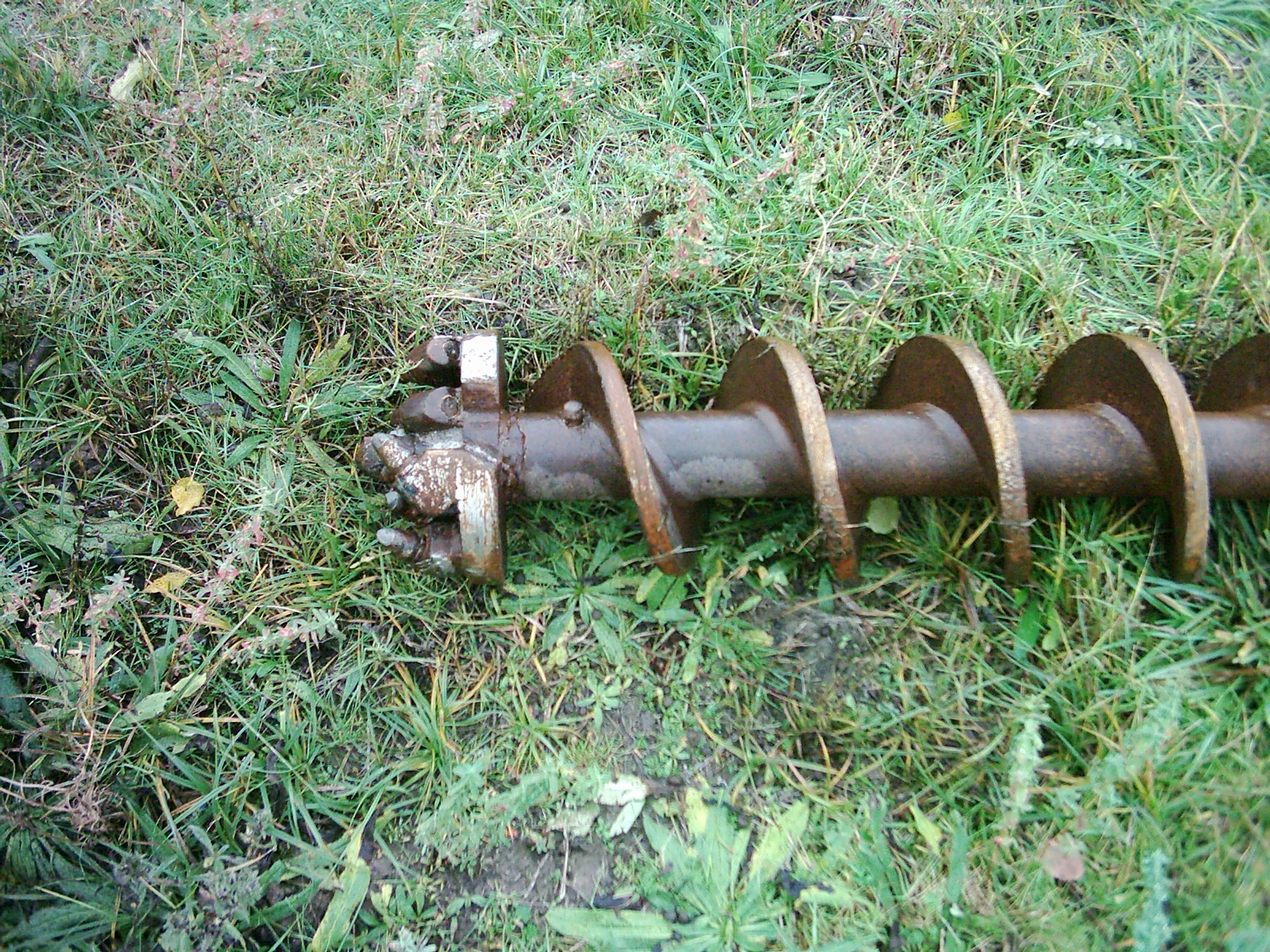
Grondboor van grondboorinstallatie

Een grondboor is een stuk gereedschap waarmee het mogelijk is om een rond gat in de bodem te maken.

## Handgrondboor
Een handgrondboor is een stuk tuingereedschap waarmee snel een gat in de bodem kan worden gemaakt, bijvoorbeeld om een paal voor een schutting of ter ondersteuning van een boom in te plaatsen, of om bij bodemkundig onderzoek grondmonsters te nemen. De meeste handgrondboren maken gaten met een diameter van 10 tot 15 cm.
Handgrondboren hebben meestal twee metalen delen met een schroefvormig uiteinde en met een opening ertussen, aan een metalen staaf bevestigd die met twee handvatten rondgedraaid kan worden, waardoor de grondboor de grond in beweegt. Zodra de opening is gevuld met grond, wordt de grondboor naar boven getrokken om de grond te verwijderen. Dat laatste hoeft niet bij alle modellen en bij alle soorten grond op die manier te gebeuren. Er zijn ook grondboren met een deelbaar tussenstuk waar steeds een verlengstuk van 1 m tussen geplaatst kan worden zodat tot grotere diepte geboord kan worden, afhankelijk van de grondsoort.
Een handgrondboor kan ook gebruikt worden, als er regelmatig water in de tuin blijft staan, om ondoorlatende lagen te doorboren en het water in diepere, meer doorlatende lagen te laten infiltreren.

## Grondboorinstallatie

### Spoelboring
Een grondboorinstallatie wordt door grondboorbedrijven gebruikt voor het maken van een rond gat tot op grote diepte in de bodem, bijvoorbeeld voor het maken van een put voor de winning van grondwater of voor warmteopslag. Hierbij wordt eerst een stalen mantelbuis de grond ingebracht. Met zuig- of spuitboren wordt het gat gemaakt. Bij dit spoelboren wordt in de buis water onder druk gespoten waardoor de grond onder in de buis samen met het water omhoog gespoeld wordt. Het grond/watermengsel wordt in een grote, bij het te maken gat geplaatste, stalen bak gepompt, de grond bezinkt in de bak en het water wordt opnieuw de grond in gepompt. Door de buizen aan elkaar te koppelen kan tot op grote diepte een gat gemaakt worden. Als de gewenste diepte bereikt is wordt een deels geperforeerde kunststofbuis in de stalen buis geschoven, de ruimte tussen de buizen wordt volgestort met grof zand en de stalen mantelbuis wordt omhoog getrokken.

### Grondonderzoek
Voor grondonderzoek wil met het liefst het grondmonster zo ongeroerd mogelijk naar boven halen. Men kan dit onder andere doen met een zgn. Begemann-boring. Met deze techniek is het mogelijk om in één bewerking een continue, ongeroerde streng grond te steken tot een diepte van ongeveer 20 m of tot het pleistocene zand. Wel bestaat de mogelijkheid dat de kous scheurt door de aanwezigheid van een tussenzandlaag. 
In feite wordt er bij deze methode niet geboord maar gestoken. Het continu-steekapparaat met verlengbuizen wordt in de grond gedrukt, als regel door een sondeerinrichting. De continu-boring kan worden uitgevoerd met een diameter van 29 of 66 mm. 
De kleine diameter wordt toegepast voor het nauwkeurig vaststellen van het grondprofiel, en bij eenvoudige onderkenningsproeven zoals volumieke-gewichtsbepalingen. De diameter van 66 mm is geschikt om naast de vaststelling van een bodemprofiel ook op relevante diepten ongeroerde monsters uit de streng te nemen voor de uitvoering van laboratoriumproeven. Door de bijzondere wijze van steken zijn de monsters met een diameter van 66 mm van hoge kwaliteit. Het resultaat van een dergelijke boring wordt vaak door middel van een foto vastgelegd. Een belangrijk voordeel van deze methode is, dat een gedetailleerd beeld wordt verkregen van de opbouw en de samenstelling van de grond. Bovendien kan men op grond van visuele beoordeling van het bodemprofiel wel overwogen kiezen welke ongeroerde monsters gebruikt zullen worden voor de bepaling van de mechanische eigenschappen .

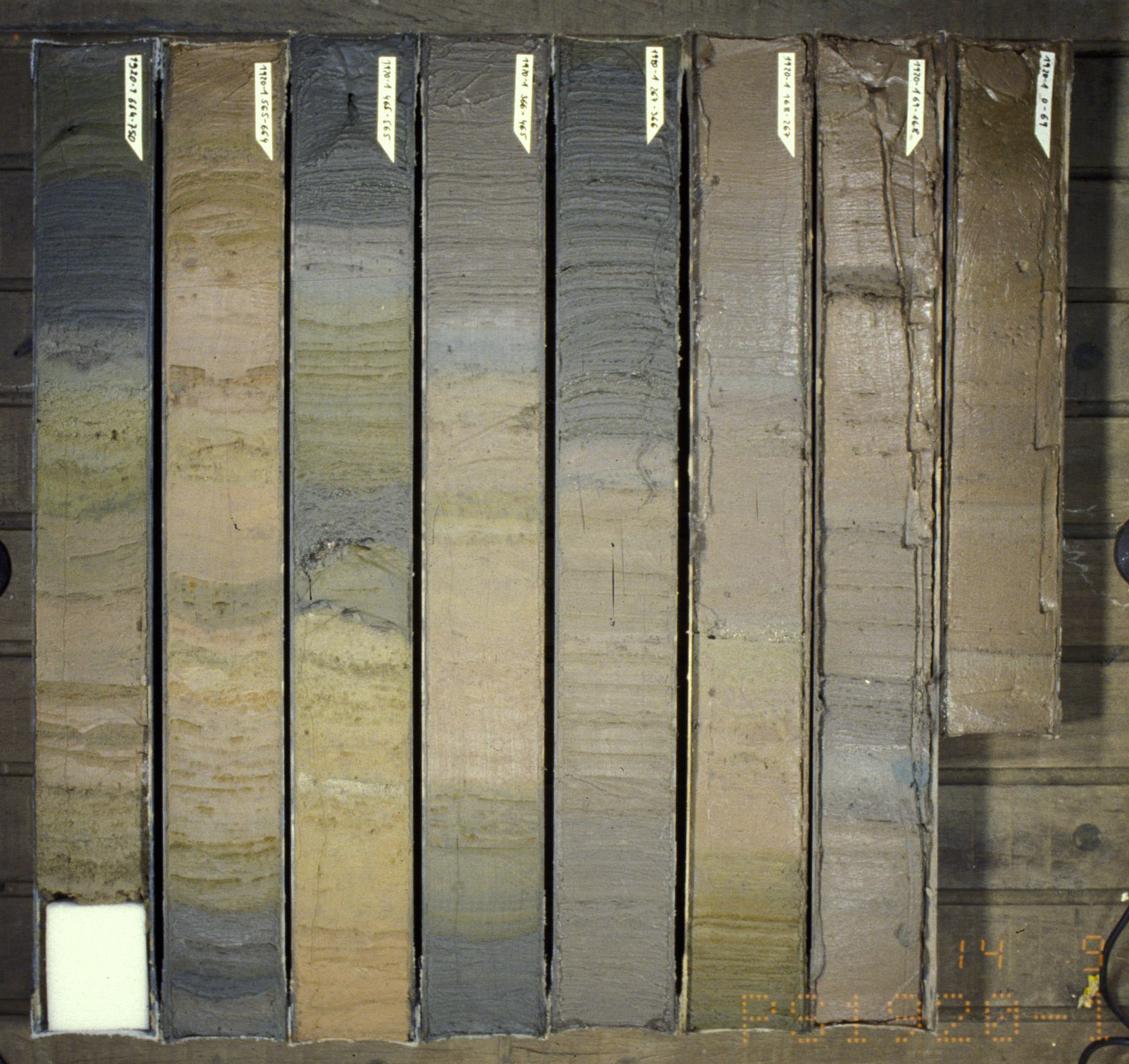
foto van het resultaat van een Begemann boring

### Boorpalen
De grondboorinstallatie kan ook worden gebruikt voor het maken van een paalfundering met (schroef)boorpalen.